# Festival du film étudiant de Québec
Le Festival du film étudiant de Québec (FFEQ) est un festival de cinéma basé dans la ville de Québec. Il est fondé à l'Université Laval en 2002 sous l'impulsion d'étudiants, dont entre autres Myriam Verreault.
D'une durée variant entre 2 et 4 jours selon les éditions, le festival présente surtout des courts-métrages dont la durée n'excède pas plus de 20 minutes et impérativement réalisés par des étudiants.
En 2011, le FFEQ sort des murs de l'Université Laval pour être présenté au cinéma Le Clap, avant de migrer vers le cinéma Cartier en 2015.
En dehors de la tenue officielle de l'événement, les organisateurs organisent des activités de financement et de visibilité tout au long de l'année. À l'occasion de sa dixième édition, en 2012, il tient un spectacle de financement à la salle de spectacle Le Cercle et démarre un partenariat avec le Festival de cinéma de la ville de Québec. Le festival accueillit Alex Nevsky lors de son spectacle de financement de 2015. Depuis 2013, une projection de financement est tenue aux alentours du mois de novembre. En 2014, le festival a organisé la soirée Film et Cocon lors de laquelle le film Forrest Gump fut présenté.
Depuis sa fondation, le festival a présenté les films de cinéastes en ascension tels que Chloé Robichaud, Pascal Plante, Rémi Fréchette et Tom Rodrigue. Il a également accueilli, en tant que porte-paroles, Robert Morin, Rémi-Pierre Paquin, Les Appendices, Julien Poulin, Louis Bélanger et Maxime Giroux, et a compté, au sein de son jury ou lors de conférences et d'activités, plusieurs acteurs du milieu tels que Jérémy Peter Allen, Jack Robitaille et Jean-Philippe Nadeau Marcoux.
En 2025, le festival présente la première mondiale du long-métrage documentaire Les chialeux, 14 ans après avoir présenté le premier film du réalisateur Tom Rodrigue, en 2011.

## Lieux
D'abord présenté à l'Université Laval, le FFEQ a présenté plusieurs de ses événements dans divers lieux de la ville de Québec au fil de ses éditions.

## Thématiques
Chaque année, le festival est présenté sous une nouvelle thématique. En 2016, il s'agissait de la thématique Hors norme. En 2017, la thématique du festival était Au-delà du réel alors qu'en 2018, il s'agissait de L'absurde. En 2019, c'est le thème Contre-courant qui est mis de l'avant.

## Honneurs et distinctions
En 2004, le Festival a reçu le prix Forces Avenir catégorie Arts, Lettres et Culture à Québec.
En 2012, il est finaliste au gala de la Relève en Or de la Coop Zone de l'Université Laval.
En 2013, il est finaliste dans la catégorie projet culturel, il remporte le prix AVENIR Arts, lettres et culture au Gala de la vie étudiante de l'Université Laval en plus d'être finaliste au gala provincial Forces Avenir dans la catégorie Arts, lettres, et culture.
En 2014, le FFEQ remporte le prix Association parascolaire de l'année au Gala de la vie étudiante de l'Université Laval.